# Koekelare
Koekelare ist eine belgische Gemeinde in der Region Flandern mit 8827 Einwohnern (Stand 1. Januar 2024).
Diksmuide liegt 10 Kilometer südwestlich, Oostende an der belgischen Küste 16 km nördlich, Roeselare 18 km südsüdöstlich, Brügge 20 km nordöstlich und Brüssel etwa 100 km ostsüdöstlich.
Die nächsten Autobahnabfahrten befinden sich bei Jabbeke an der A10/E 40, Gistel an der A18 und Ruddervoorde an der A17. 

In Torhout und Diksmuide befinden sich die nächsten Regionalbahnhöfe und in Oostende und Brügge halten auch überregionale Schnellzüge. 

Bei Oostende befindet sich ein Regionalflughafen und nahe der Hauptstadt Brüssel gibt es einen internationalen Flughafen.

## Töchter und Söhne der Gemeinde
- Jules Vanhevel (1895–1969), Radrennfahrer

## Weblinks

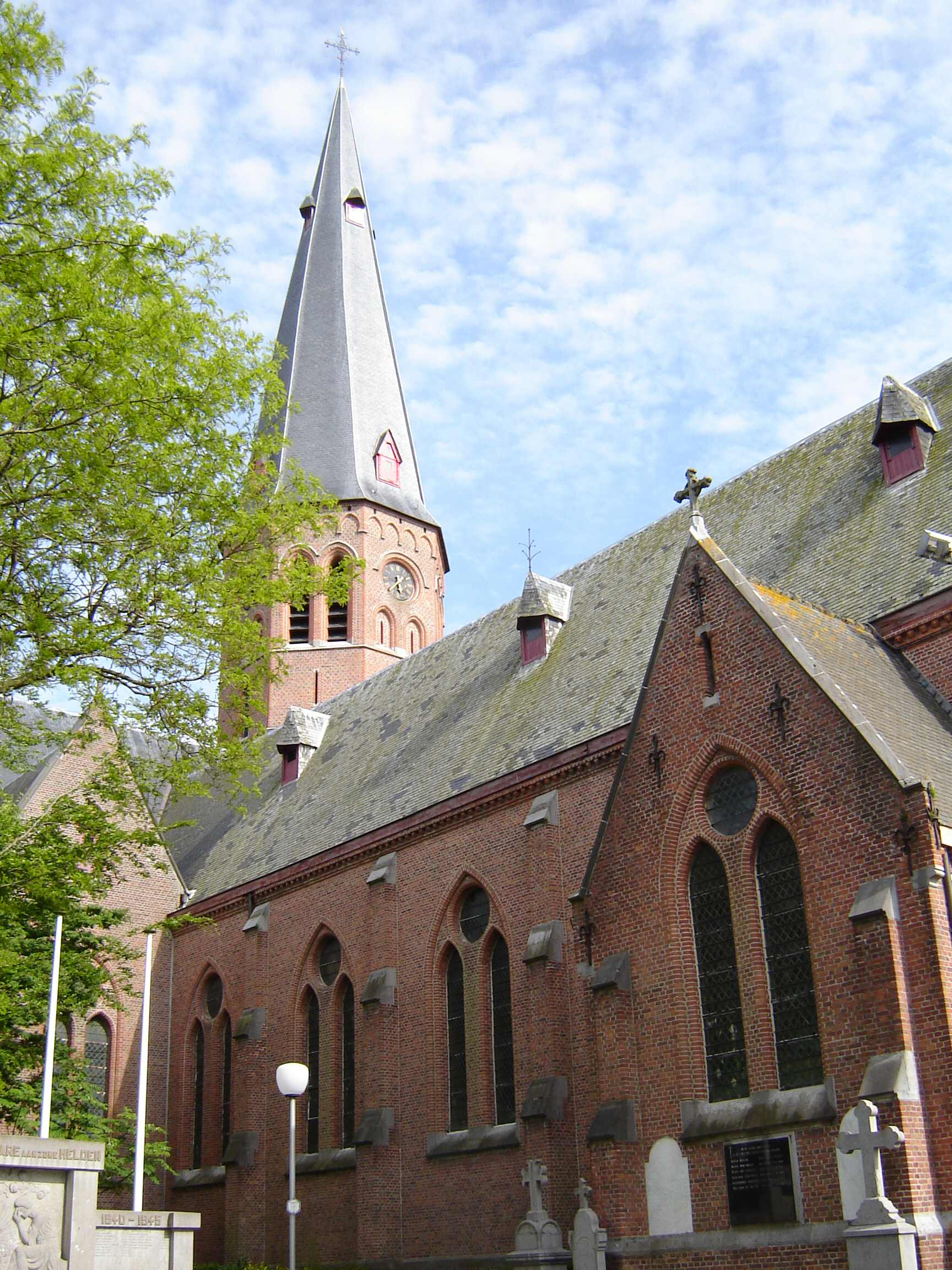
Sint-Martinuskirche

## Sehenswürdigkeiten
- Lange Max Museum
- Käthe Kollwitz Museum
- Fransmansmuseum